# Очагавия, Эмиляно Лоренсович
Эмиляно Лоренсович Очагавия (24 мая 1945, село Ней-колония, Камышинский район, Сталинградская область — 7 февраля 2016, Кострома) — советский и российский театральный актёр, народный артист Российской Федерации (1999).

## Биография
Родился в селе Ней-колония Камышинского района Сталинградской области, испанец по отцу, грузин по матери.
Окончил Ленинградский государственный институт театра, музыки и кинематографии (ЛГИТМиК; курс Георгия Товстоногова). Творческую деятельность начал в театре дважды Краснознамённого Балтийского флота, затем работал в драматических театрах Кемерова, Астрахани, также выступал в испанских ресторанах на Наташинских прудах города Люберцы.
С 1977 года служил в Костромском драматическом театре им. А. Н. Островского, где сыграл множество первых ролей классического и современного репертуара. В 1999—2003 годах руководил театром.
В воскресенье вечером 7 февраля 2016 года в доме на улице Мясницкой в Костроме, где жила семья актёра, вспыхнул пожар. Пожарные смогли вынести из квартиры актёра, который на момент возгорания спал. Однако Эмиляно Очагавия вскоре скончался в больнице.

## Награды и премии
- Заслуженный артист РСФСР (28.03.1986).
- Народный артист Российской Федерации (22.11.1999).
- Почётный гражданин Костромской области (10.07.2008).
- Лауреат премии Администрации костромской области в сфере театрального искусства им. А. Н. Островского в номинации «Лучшая мужская роль» (за роль Князя К. в спектакле «Дядюшкин сон»).
- Лауреат премии Администрации костромской области в сфере театрального искусства им. А. Н. Островского в номинации «Лучшая мужская роль второго плана» (за роль Робинзона в спектакле «Бесприданница»; 2012—2013)
- Лауреат премии Администрации костромской области в сфере театрального искусства им. А. Н. Островского в номинации «За вклад в развитие театрального искусства» (2014)
- Лауреат «Приза зрительских симпатий» (2005).

## Работы в театре
- «Утиная охота» А. В. Вампилова — Зилов
- «Лес» А. Н. Островского — Несчастливцев
- «Ревизор» Н. Гоголя — Городничий
- «Мастер и Маргарита» по М. Булгакову — Воланд
- «Смерть Иоанна Грозного» А. Толстого — Борис Годунов
- «Царь Фёдор Иоаннович» А. Толстого — Борис Годунов
- «Макбет» В. Шекспира — Макбет
- «Король Лир» В. Шекспира — Лир
- «На всякого мудреца довольно простоты» А. Островского — Крутицкий
- «Волки и овцы» А. Н. Островского — Чугунов
- «Доктор философии» Б. Нушича — Благое
- «Свадьба Кречинского» А. Сухово-Кобылина — Кречинский
- «Снегурочка» А. Н. Островского — Царь Берендей
- «Прощай, конферансье!» Г. Горина — Конферансье
- «Гамлет, принц Датский» Шекспира — Полоний
- «Три жениха, или Чей ребёнок?!» по пьесе «Чужой ребёнок» В. Шкваркина — Караулов
- «Пиковая дама» А. С. Пушкина — Туз, Сен-Жермен, Чекалинский
- «Чудаки» М. Горького — Шипучин
- «Бесприданница» А. Н. Островского — Робинзон
- «Горе от ума» А. Грибоедова — Скалозуб
- «Борис Годунов» А. Пушкина — Пимен, Вишневецкий
- «Плутни Скапена» Мольера — Аргант
- «Женитьба Фигаро» П. Бомарше
- «Последняя жертва» А. Островского
- «Здравствуй, папа, или Хочу сниматься в кино»
- «Соло для часов с боем» О. Заградника
- «Семейный портрет с дензнаками» С. Лобозёрова
- «Месяц в деревне» И. Тургенева
- «Дикий Запад» — Шериф Кайл
- «Дядюшкин сон» — Князь К.
- «Бесприданница» — Робинзон

## Фильмография
- 1983 — Тайна виллы «Грета» — кандидат-коммунист (в титрах — Э. Очаговия)
- 1997 — Грамматика любви — Стрешнев
- 2004 — Московская сага — Галактион Гудиашвили
- 2007 — По закону притяжения — старый актёр
- 2009 — Исаев (часть 2 «Пароль не нужен») — эпизод
- 2009 — Котовский — прокурор (нет в титрах)
- 2012 — Соловей-Разбойник — старый бандит